# Goera kalimpa
Goera kalimpa är en nattsländeart som beskrevs av Martin E. Mosely 1938. Goera kalimpa ingår i släktet Goera och familjen grusrörsnattsländor. Inga underarter finns listade i Catalogue of Life.